# Callionymus mortenseni
Callionymus mortenseni, tên thông thường là cá đàn lia Mortensen, là một loài cá biển thuộc chi Callionymus trong họ Cá đàn lia. Loài này được mô tả lần đầu tiên vào năm 1965.

## Phân bố và môi trường sống
C. mortenseni được tìm thấy tại Indonesia. Chúng sống ở độ sâu khoảng 290 m trở lại.